# Zombie (음반)
| 전문가 평가              | 전문가 평가 |
| 평가 점수                | 평가 점수   |
| 출처                     | 점수        |
| ------------------------ | ----------- |
| AllMusic                 | 4.5/별      |
| Christgau's Record Guide | A–          |

《Zombie》는 나이지리아의 아프로비트 음악가 펠라 쿠티의 스튜디오 음반이다. 1976년 코코넛 레코드에 의해 나이지리아에서, 1976년 크레올 레코드에 의해 영국에서 발매되었다. 이 음반은 미국의 흑인 재즈, 펑크의 요소, 서아프리카의 하이라이프, 나이지리아의 전통 음악, 요루바족의 리듬을 결합했고, 여기에 아프리카의 정치적 움직임인 흑인 자각운동의 불꽃을 덧붙여 완성했다. 파워가 넘치고 재치있는 가사, 평범치 않은 라이프 스타일은 아프로비트의 큰 부분이었다. 펠라의 음반은 나이지리아와 서아프리카에서 수백만 장이 팔려나갔다. 폴 매카트니, 진저 베이커, 스티비 원더, 제임스 브라운, 레스터 보위 같은 서양의 아티스트들이 라고스로 달려가 이 사운드에 심취했고, 마리화나에도 취했다.
이 음반은 나이지리아 정부를 비판했고, 이것은 쿠티의 어머니인 푼밀라요 랜섬쿠티를 살해하고, 군대에 의해 그의 공동체를 파괴하는 결과를 가져온 것으로 생각된다.

## 논란 및 낙수
이 음반은 나이지리아 병사들에게 좀비 은유를 써서 나이지리아 군대의 방법을 묘사하는 신랄한 공격이었다. 이 음반은 국민들과 함께 대히트를 치면서 정부를 격분시켜, 그 동안 천 명의 병사들이 공동체를 공격했던 칼라쿠타 리퍼블릭(펠라가 나이지리아에서 세운 공동)에 대한 악랄한 공격을 촉발시켰다. 쿠티는 심한 구타를 당했고, 노모는 창문에서 튕겨져 나가 치명상을 입었다. 칼라쿠타 공화국은 불에 탔고, 쿠티의 스튜디오와 악기, 마스터 테이프는 파괴되었다. 쿠티는 매를 맞고 있을 때 지휘관의 개입이 없었더라면 살해당했을 것이라고 주장했다. 쿠티의 이번 공격에 대한 대응은 라고스의 주군 바락으로 어머니의 관을 전달하고, 〈Coffin for Head of State〉과 〈Unknown Soldier〉라는 두 곡을 쓰는 것으로, 무명의 병사에 의해 공동체가 파괴되었다고 주장하는 공식질문을 참조하는 것이었다.
쿠티와 그의 밴드는 신사가 그의 공동체와 함께 파괴되었기 때문에 크로스로즈 호텔에 거주했다. 1978년 쿠티는 27명의 여성과 결혼했는데, 그 중 많은 수가 칼라쿠타 공화국 공격 기념일을 기념하기 위해 그의 무용수, 작곡가, 가수였다. 나중에 그는 12명의 동시 부인만을 두는 회전제를 채택할 예정이었다. 그 해는 또한 두 번의 악명 높은 콘서트로 특징지어졌는데, 아크라에서 처음으로 〈Zombie〉라는 노래 중에 폭동이 일어났고, 이로 인해 쿠티는 가나에 입국하는 것이 금지되었다. 두 번째는 베를린 재즈 페스티벌에서 있었는데, 그 후 쿠티의 음악가들이 대부분 그를 버렸는데, 그 이유는 쿠티가 그의 대통령 선거 운동 자금을 마련하기 위해 수익금 전액을 사용할 계획이라는 소문 때문이었다.

## 곡 목록
모든 곡들은 펠라 쿠티에 의해 작사/작곡하였다.
| #            | 제목                     | 재생 시간 |
| ------------ | ------------------------ | --------- |
| 1.           | 〈Zombie〉               | 12:26     |
| 2.           | 〈Mister Follow Follow〉 | 12:58     |
| 총 재생 시간 | 총 재생 시간             | 25:24     |

| #            | 제목                                                 | 재생 시간 |
| ------------ | ---------------------------------------------------- | --------- |
| 3.           | 〈Observation Is No Crime〉                          | 13:26     |
| 4.           | 〈Mistake (Live at the Berlin Jazz Festival, 1978)〉 | 14:47     |
| 총 재생 시간 | 총 재생 시간                                         | 53:41     |